# 자날린 카스텔리노
자날린 카스텔리노(영어: Janalynn Castelino; 1998년 10월 18일 ~ )는 가수, 공연 예술가, 작곡가이자 의사이다. 그녀는 팝과 알앤비 장르의 작품으로 유명하다. 그녀는 영어, 스페인어, 라틴어, 이탈리아어, 시칠리아어 녹음했습니다. 그녀는 이탈리아-인도계입니다.

## 음반 목록
- Bella Ci Dormi (2023)
- Jesu Salvator Mundi (2024)
- Parce Domine (2024)
- Drama (2024)
- But Without You (2025)